# ブリストル・マイヤーズ スクイブ

ブリストル・マイヤーズ スクイブ（英語: Bristol Myers Squibb、略称：BMS、NYSE：BMY）は、ブリストル・マイヤーズ社 (Bristol-Myers Company) とスクイブ社 (Squibb Corporation) が合併して1989年に設立されたアメリカの医薬品会社である。抗生剤・抗腫瘍薬・HIV治療薬に有力な製品群を持っており、一般には「バファリン」（解熱鎮痛剤）シリーズが広く知られている。

## 概要
会長及びCEOはジョバンニ・カフォリオであり、アメリカ合衆国ニューヨーク州ニューヨーク市に本社を置いている。この会社の主要なR&D 拠点はアイルランド、他の国々、ニュージャージー州及びコネティカット州に置かれている。
1994年から2000年までは、日本人が副社長を務めていた。

## 日本での展開
日本では、BMS子会社の現地法人ブリストル・マイヤーズ株式会社 (BMS K.K) が医療用医薬品とストーマをはじめとする医療機器の輸入または製造発売・販売を行う。なお「バファリン」製品はライオンとBMSの合弁会社ブリストルマイヤーズ・ライオン株式会社へライセンス供与の上、同社が製造発売し、医療用はBMS K.Kが、OTCはライオンが販売する形態を取っていたが、2007年にBMSがアジア・オセアニア地域の殆どの国の「バファリン」商標をライオンへ売却し、合弁会社を解散することになり、現在はライオンが製造・販売（OTCのみ）を行っている。医療用のバファリンについてはライオンが製造し、エーザイが販売を担当する。

### パーソナルケア事業部
1970年にBMSは化粧品部門のクレイロールを設立し、日本では1990年代からクレイロールシリーズ（ハーバルエッセンス）、シーブリーズをBMS K.Kから発売していたが、2000年にシーブリーズの事業を当時のエフティ資生堂に譲渡し、パーソナルケア事業部は閉鎖・事業撤退となった。なお、翌2001年に米国P&Gが米国BMSからクレイロール事業を買収した事に伴い、日本では2004年からP&Gの「クレイロール ハーバルエッセンス」としてマックスファクターより販売（実質的に日本市場に再参入）している。

## 主な医療用医薬品
- オレンシア® (一般名 アバタセプト、 細胞傷害性 Tリンパ球抗原-4（CTLA-4）の細胞外部とヒトIgG1ガンマグロブリンのFc部を結合した遺伝子組換え蛋白、関節リウマチ治療薬・プロモーション提携:小野薬品工業)
- スプリセル® (一般名 ダサチニブ、 チロシンキナーゼ阻害による分子標的治療薬、白血病治療薬)
- バラクルード® (一般名 エンテカビル、B型肝炎治療薬)
- ダクルインザ® (一般名 ダクラタスビル、C型肝炎治療薬、C型肝炎ウイルスNS5A複製複合体阻害剤)[1]
- スンベプラ® (一般名 アスナプレビル、C型肝炎治療薬、C型肝炎ウイルスNS3/4Aプロテアーゼ阻害剤)[1]
- マキシピーム® (一般名 セフェピム、セフェム系抗生物質)
- ベプシド® (一般名 エトポシド、トポイソメラーゼ阻害薬、抗癌剤)
- タキソール® (一般名 パクリタキセル、抗癌剤)
- ブリプラチン® (一般名 シスプラチン、白金系抗癌剤)
- パラプラチン® (一般名 カルボプラチン、白金系抗癌剤)
- エリキュース® (一般名 アピキサバン、経口Xa因子阻害剤・販売元:ファイザー)
- ハイドレア® (ヒドロキシカルバミド、白血病治療薬)
- ヤーボイ®（イピリムマブ、抗癌剤・プロモーション提携:小野薬品工業）